# Georges Besse
Georges Besse, född 25 december 1927, död 17 november 1986, var en fransk företagsledare, chef för Renaultkoncernen 1985-1986
I början av 1980-talet fick man stora kvalitetsproblem och 1984 gick Renault med storförlust - 12,5 miljarder back. Ägaren, den franska staten, vidtog åtgärder och Besse blev ny Renault-chef. Georges Besse inledde en stor omstrukturering där företaget avskedade många anställda. 
Renault-chefen Georges Besse mördades av Action Directe 1986. Hans efterträdare Raymond H. Lévy fortsatte det omstruktureringsarbete som Besse hade startat.